# کپی پوندکستر
کپی پوندکستر (انگلیسی: Cappie Pondexter؛ زادهٔ ۷ ژانویهٔ ۱۹۸۳) بازیکن بسکتبال اهل ایالات متحده آمریکا است.
وی در مسابقات کشوری و بین‌المللی در مجموع برندهٔ ۳ مدال طلا، ۱ مدال برنز شده‌است.